# Liste der Nummer-eins-Hits in Schweden (2014)
Dies ist eine Liste der Nummer-eins-Hits in Schweden im Jahr 2014. Sie basiert auf den offiziellen Single und Album Top 60, die im Auftrag der Grammofon Leverantörernas Förening (GLF), dem schwedischen Vertreter der International Federation of the Phonographic Industry, erstellt werden.

## Singles
| ← 2013 ← | Liste der Nummer-eins-Hits in Schweden | Liste der Nummer-eins-Hits in Schweden  | Liste der Nummer-eins-Hits in Schweden | 2015 → |
| \| Zeitraum \| Wo. ges. \| Interpret \| Titel Autor(en) \| Zusätzliche Informationen \| \| (Zeitraum, Wochen auf Platz eins, Interpret, Titel, Autor[en], zusätzliche Informationen) \| \| \| \| \| \| ----------------------------------------------------------------------------------------- \| -------- \| --------------------------------------- \| ------------------------------------------------------------------------------------------------------------------------------------------------------------------- \| ---------------------------------------------------------------------------------------------------------------------------------------------------- \| \| 6. Dezember 2013 – 16. Januar 2014 6 Wochen \| 6 \| Pitbull feat. Kesha \| Timber Lukasz Gottwald, Henry Walter, Kesha Sebert, Armando C. Pérez, Priscilla Hamilton, Jamie Sanderson, Breyan Stanley Isaac, Lee Oskar, Keri Oskar, Greg Errico \| – \| \| 17. Januar 2014 – 6. März 2014 7 Wochen \| 7 \| Ed Sheeran \| I See Fire Ed Sheeran \| – \| \| 7. März 2014 – 3. April 2014 4 Wochen \| 4 \| Ace Wilder \| Busy Doin’ Nothin’ Joy Deb, Linnéa Deb, Ace Wilder \| Das zweitplatzierte Lied des diesjährigen Melodifestivalen schneidet in den schwedischen Charts besser ab als der Siegertitel Undo von Sanna Nielsen \| \| 4. April 2014 – 10. April 2014 1 Woche \| 1 \| Clean Bandit feat. Jess Glynne \| Rather Be James Napier, Jack Patterson, Grace Chatto, Nicole Marshall \| – \| \| 11. April 2014 – 1. Mai 2014 3 Wochen \| 3 \| Mr. Probz \| Waves (Robin Schulz Remix) Dennis Princewell Stehr \| – \| \| 2. Mai 2014 – 2. Juli 2014 9 Wochen \| 9 \| John Legend \| All of Me John Stephens, Toby Gad \| – \| \| 3. Juli 2014 – 30. Juli 2014 4 Wochen \| 4 \| Albin feat. Kristin Amparo \| Din soldat Albin Johnsén, Mattias David Andréasson, Kristin Amparo Victoria Sundberg, Victor Gustav Bolander \| – \| \| 31. Juli 2014 – 3. September 2014 5 Wochen \| 5 \| Lilly Wood & the Prick and Robin Schulz \| Prayer in C (Robin Schulz Remix) Nili Hadida, Benjamin Cotto \| – \| \| 4. September 2014 – 24. September 2014 3 Wochen \| 3 \| AronChupa \| I’m an Albatraoz Aron Ekberg \| – \| \| 25. September 2014 – 15. Oktober 2014 3 Wochen \| 3 \| Calvin Harris feat. John Newman \| Blame Calvin Harris, John Newman, James Newman \| – \| \| 16. Oktober 2014 – 5. November 2014 3 Wochen \| 3 \| Avicii \| The Days Brandon Flowers, Salem Al Fakir, Tim Bergling, Vincent Pontare \| – \| \| 6. November 2014 – 8. Januar 2015 9 Wochen \| 9 \| Omi \| Cheerleader (Felix Jaehn Remix) Omar Samuel Pasley, Clifton Dillon, Mark Bradford, Ryan Dillon, Sly Dunbar \| – \| |                                        |                                         | | |
| ← 2013 |                                        |                                         | | → 2015 → |
| Zeitraum | Wo. ges.                               | Interpret                               | Titel Autor(en) | Zusätzliche Informationen |
| (Zeitraum, Wochen auf Platz eins, Interpret, Titel, Autor[en], zusätzliche Informationen) |                                        |                                         | | |
| 6. Dezember 2013 – 16. Januar 2014 6 Wochen | 6                                      | Pitbull feat. Kesha                     | Timber Lukasz Gottwald, Henry Walter, Kesha Sebert, Armando C. Pérez, Priscilla Hamilton, Jamie Sanderson, Breyan Stanley Isaac, Lee Oskar, Keri Oskar, Greg Errico | – |
| 17. Januar 2014 – 6. März 2014 7 Wochen | 7                                      | Ed Sheeran                              | I See Fire Ed Sheeran | – |
| 7. März 2014 – 3. April 2014 4 Wochen | 4                                      | Ace Wilder                              | Busy Doin’ Nothin’ Joy Deb, Linnéa Deb, Ace Wilder | Das zweitplatzierte Lied des diesjährigen Melodifestivalen schneidet in den schwedischen Charts besser ab als der Siegertitel Undo von Sanna Nielsen |
| 4. April 2014 – 10. April 2014 1 Woche | 1                                      | Clean Bandit feat. Jess Glynne          | Rather Be James Napier, Jack Patterson, Grace Chatto, Nicole Marshall                                                                                               | – |
| 11. April 2014 – 1. Mai 2014 3 Wochen | 3                                      | Mr. Probz                               | Waves (Robin Schulz Remix) Dennis Princewell Stehr | – |
| 2. Mai 2014 – 2. Juli 2014 9 Wochen | 9                                      | John Legend                             | All of Me John Stephens, Toby Gad | – |
| 3. Juli 2014 – 30. Juli 2014 4 Wochen | 4                                      | Albin feat. Kristin Amparo              | Din soldat Albin Johnsén, Mattias David Andréasson, Kristin Amparo Victoria Sundberg, Victor Gustav Bolander                                                        | – |
| 31. Juli 2014 – 3. September 2014 5 Wochen | 5                                      | Lilly Wood & the Prick and Robin Schulz | Prayer in C (Robin Schulz Remix) Nili Hadida, Benjamin Cotto | – |
| 4. September 2014 – 24. September 2014 3 Wochen | 3                                      | AronChupa                               | I’m an Albatraoz Aron Ekberg | – |
| 25. September 2014 – 15. Oktober 2014 3 Wochen | 3                                      | Calvin Harris feat. John Newman         | Blame Calvin Harris, John Newman, James Newman | – |
| 16. Oktober 2014 – 5. November 2014 3 Wochen | 3                                      | Avicii                                  | The Days Brandon Flowers, Salem Al Fakir, Tim Bergling, Vincent Pontare                                                                                             | – |
| 6. November 2014 – 8. Januar 2015 9 Wochen | 9                                      | Omi                                     | Cheerleader (Felix Jaehn Remix) Omar Samuel Pasley, Clifton Dillon, Mark Bradford, Ryan Dillon, Sly Dunbar                                                          | – |

## Alben
| ← 2013 ← | Liste der Nummer-eins-Hits in Schweden | Liste der Nummer-eins-Hits in Schweden       | Liste der Nummer-eins-Hits in Schweden    | 2015 → |
| \| Zeitraum \| Wo. ges. \| Interpret \| Titel \| Zusätzliche Informationen \| \| (Zeitraum, Wochen auf Platz eins, Interpret, Titel, zusätzliche Informationen) \| \| \| \| \| \| ------------------------------------------------------------------------------ \| -------- \| -------------------------------------------- \| ----------------------------------------- \| -------------------------------------------------------------------------------------------------------------------------------------------------------------------------------------------------------------------------------------------------------------------------------------------------------------------------------------------------------------------------- \| \| 13. Dezember 2013 – 2. Januar 2014 3 Wochen \| 3 \| Lasse Stefanz \| Lasse Stefanz stora Julparty \| – \| \| 3. Januar 2014 – 16. Januar 2014 2 Wochen (insgesamt 12) \| 12 \| Avicii \| True \| – \| \| 17. Januar 2014 – 30. Januar 2014 2 Wochen \| 2 \| Bruce Springsteen \| High Hopes \| – \| \| 31. Januar 2014 – 6. Februar 2014 1 Woche (insgesamt 12) \| 12 \| Avicii \| True \| – \| \| 7. Februar 2014 – 20. Februar 2014 2 Wochen \| 2 \| Christer Sjögren \| Sjunger Sinatra \| – \| \| 21. Februar 2014 – 20. März 2014 4 Wochen (insgesamt 12) \| 12 \| Avicii \| True \| – \| \| 21. März 2014 – 27. März 2014 1 Woche \| 1 \| Takida \| All Turns Red \| – \| \| 28. März 2014 – 3. April 2014 1 Woche \| 1 \| Yohio \| Together We Stand Alone \| – \| \| 4. April 2014 – 10. April 2014 1 Woche (insgesamt 12) \| 12 \| Avicii \| True \| – \| \| 11. April 2014 – 17. April 2014 1 Woche \| 1 \| The Fooo \| Off the Grid \| – \| \| 18. April 2014 – 1. Mai 2014 2 Wochen \| 2 \| Jill Johnson \| Livemusiken från Jills veranda, Nashville \| – \| \| 2. Mai 2014 – 8. Mai 2014 1 Woche \| 1 \| Mando Diao \| Ælita \| – \| \| 9. Mai 2014 – 22. Mai 2014 2 Wochen \| 2 \| Kent \| Tigerdrottningen \| – \| \| 23. Mai 2014 – 28. Mai 2014 1 Woche \| 1 \| Sabaton \| Heroes \| – \| \| 29. Mai 2014 – 4. Juni 2014 1 Woche \| 1 \| Coldplay \| Ghost Stories \| – \| \| 5. Juni 2014 – 11. Juni 2014 1 Woche (insgesamt 3) \| 3 \| Doug Seegers \| Going down to the River \| – \| \| 12. Juni 2014 – 25. Juni 2014 2 Wochen (insgesamt 3) \| 3 \| First Aid Kit \| Stay Gold \| – \| \| 26. Juni 2014 – 9. Juli 2014 2 Wochen (insgesamt 5) \| 5 \| Lasse Stefanz \| Honky Tonk Rebels \| Dies ist insgesamt das zehnte Nummer-eins-Album der Country-Dansband aus Südschweden, ihre letzten zehn Alben erreichten seit 2009 entweder Platz 1 oder Platz 2 der schwedischen Charts. \| \| 10. Juli 2014 – 16. Juli 2014 1 Woche \| 1 \| Sanna Nielsen \| 7 \| Mit dem Song Undo belegte Nielsen beim Eurovision Song Contest 2014 immerhin Platz 3, trotzdem verpasste sie damit in den schwedischen Singlecharts die Spitzenposition. Dafür steht das Album als zweites ihrer sieben Soloalben ganz oben. Mit einer Weihnachtskollaboration stand sie ebenfalls auf Platz 1, so dass es insgesamt ihre dritte Nummer-1-Platzierung ist. \| \| 17. Juli 2014 – 30. Juli 2014 2 Wochen (insgesamt 5) \| 5 \| Lasse Stefanz \| Honky Tonk Rebels \| – \| \| 31. Juli 2014 – 6. August 2014 1 Woche (insgesamt 9) \| 9 \| Ed Sheeran \| × \| – \| \| 7. August 2014 – 13. August 2014 1 Woche (insgesamt 5) \| 5 \| Lasse Stefanz \| Honky Tonk Rebels \| – \| \| 14. August 2014 – 20. August 2014 1 Woche (insgesamt 3) \| 3 \| Doug Seegers \| Going down to the River \| – \| \| 21. August 2014 – 27. August 2014 1 Woche (insgesamt 6) \| 6 \| Sam Smith \| In the Lonely Hour \| – \| \| 28. August 2014 – 3. September 2014 1 Woche (insgesamt 3) \| 3 \| First Aid Kit \| Stay Gold \| – \| \| 4. September 2014 – 10. September 2014 1 Woche \| 1 \| Hammerfall \| (r)Evolution \| – \| \| 11. September 2014 – 17. September 2014 1 Woche \| 1 \| In Flames \| Siren Charms \| – \| \| 18. September 2014 – 24. September 2014 1 Woche (insgesamt 6) \| 6 \| Sam Smith \| In the Lonely Hour \| – \| \| 25. September 2014 – 1. Oktober 2014 1 Woche \| 1 \| Slash feat. Myles Kennedy & the Conspirators \| World on Fire \| – \| \| 2. Oktober 2014 – 8. Oktober 2014 1 Woche (insgesamt 3) \| 3 \| Doug Seegers \| Going down to the River \| – \| \| 9. Oktober 2014 – 15. Oktober 2014 1 Woche \| 1 \| Zara Larsson \| 1 \| – \| \| 16. Oktober 2014 – 29. Oktober 2014 2 Wochen (insgesamt 9) \| 9 \| Ed Sheeran \| × \| – \| \| 30. Oktober 2014 – 19. November 2014 3 Wochen \| 3 \| Jill Johnson \| Songs for Daddy \| Für die schwedische Countrymusikerin ist es das zweite Nummer-eins-Album in einem Jahr, das dritte insgesamt. \| \| 20. November 2014 – 26. November 2014 1 Woche \| 1 \| Pink Floyd \| The Endless River \| – \| \| 27. November 2014 – 3. Dezember 2014 1 Woche \| 1 \| One Direction \| Four \| – \| \| 4. Dezember 2014 – 10. Dezember 2014 1 Woche (insgesamt 3) \| 3 \| AC/DC \| Rock or Bust \| – \| \| 11. Dezember 2014 – 17. Dezember 2014 1 Woche \| 1 \| Håkan Hellström \| Håkan boma ye! \| – \| \| 18. Dezember 2014 – 24. Dezember 2014 1 Woche (insgesamt 3) \| 3 \| AC/DC \| Rock or Bust \| – \| \| 25. Dezember 2014 – 1. Januar 2015 1 Woche \| 1 \| Sven-Bertil Taube \| Hommage \| – \| |                                        |                                              |                                           | |
| ← 2013 |                                        |                                              |                                           | → 2015 → |
| Zeitraum | Wo. ges.                               | Interpret                                    | Titel                                     | Zusätzliche Informationen |
| (Zeitraum, Wochen auf Platz eins, Interpret, Titel, zusätzliche Informationen) |                                        |                                              |                                           | |
| 13. Dezember 2013 – 2. Januar 2014 3 Wochen | 3                                      | Lasse Stefanz                                | Lasse Stefanz stora Julparty              | – |
| 3. Januar 2014 – 16. Januar 2014 2 Wochen (insgesamt 12) | 12                                     | Avicii                                       | True                                      | – |
| 17. Januar 2014 – 30. Januar 2014 2 Wochen | 2                                      | Bruce Springsteen                            | High Hopes                                | – |
| 31. Januar 2014 – 6. Februar 2014 1 Woche (insgesamt 12) | 12                                     | Avicii                                       | True                                      | – |
| 7. Februar 2014 – 20. Februar 2014 2 Wochen | 2                                      | Christer Sjögren                             | Sjunger Sinatra                           | – |
| 21. Februar 2014 – 20. März 2014 4 Wochen (insgesamt 12) | 12                                     | Avicii                                       | True                                      | – |
| 21. März 2014 – 27. März 2014 1 Woche | 1                                      | Takida                                       | All Turns Red                             | – |
| 28. März 2014 – 3. April 2014 1 Woche | 1                                      | Yohio                                        | Together We Stand Alone                   | – |
| 4. April 2014 – 10. April 2014 1 Woche (insgesamt 12) | 12                                     | Avicii                                       | True                                      | – |
| 11. April 2014 – 17. April 2014 1 Woche | 1                                      | The Fooo                                     | Off the Grid                              | – |
| 18. April 2014 – 1. Mai 2014 2 Wochen | 2                                      | Jill Johnson                                 | Livemusiken från Jills veranda, Nashville | – |
| 2. Mai 2014 – 8. Mai 2014 1 Woche | 1                                      | Mando Diao                                   | Ælita                                     | – |
| 9. Mai 2014 – 22. Mai 2014 2 Wochen | 2                                      | Kent                                         | Tigerdrottningen                          | – |
| 23. Mai 2014 – 28. Mai 2014 1 Woche | 1                                      | Sabaton                                      | Heroes                                    | – |
| 29. Mai 2014 – 4. Juni 2014 1 Woche | 1                                      | Coldplay                                     | Ghost Stories                             | – |
| 5. Juni 2014 – 11. Juni 2014 1 Woche (insgesamt 3) | 3                                      | Doug Seegers                                 | Going down to the River                   | – |
| 12. Juni 2014 – 25. Juni 2014 2 Wochen (insgesamt 3) | 3                                      | First Aid Kit                                | Stay Gold                                 | – |
| 26. Juni 2014 – 9. Juli 2014 2 Wochen (insgesamt 5) | 5                                      | Lasse Stefanz                                | Honky Tonk Rebels                         | Dies ist insgesamt das zehnte Nummer-eins-Album der Country-Dansband aus Südschweden, ihre letzten zehn Alben erreichten seit 2009 entweder Platz 1 oder Platz 2 der schwedischen Charts. |
| 10. Juli 2014 – 16. Juli 2014 1 Woche | 1                                      | Sanna Nielsen                                | 7                                         | Mit dem Song Undo belegte Nielsen beim Eurovision Song Contest 2014 immerhin Platz 3, trotzdem verpasste sie damit in den schwedischen Singlecharts die Spitzenposition. Dafür steht das Album als zweites ihrer sieben Soloalben ganz oben. Mit einer Weihnachtskollaboration stand sie ebenfalls auf Platz 1, so dass es insgesamt ihre dritte Nummer-1-Platzierung ist. |
| 17. Juli 2014 – 30. Juli 2014 2 Wochen (insgesamt 5) | 5                                      | Lasse Stefanz                                | Honky Tonk Rebels                         | – |
| 31. Juli 2014 – 6. August 2014 1 Woche (insgesamt 9) | 9                                      | Ed Sheeran                                   | ×                                         | – |
| 7. August 2014 – 13. August 2014 1 Woche (insgesamt 5) | 5                                      | Lasse Stefanz                                | Honky Tonk Rebels                         | – |
| 14. August 2014 – 20. August 2014 1 Woche (insgesamt 3) | 3                                      | Doug Seegers                                 | Going down to the River                   | – |
| 21. August 2014 – 27. August 2014 1 Woche (insgesamt 6) | 6                                      | Sam Smith                                    | In the Lonely Hour                        | – |
| 28. August 2014 – 3. September 2014 1 Woche (insgesamt 3) | 3                                      | First Aid Kit                                | Stay Gold                                 | – |
| 4. September 2014 – 10. September 2014 1 Woche | 1                                      | Hammerfall                                   | (r)Evolution                              | – |
| 11. September 2014 – 17. September 2014 1 Woche | 1                                      | In Flames                                    | Siren Charms                              | – |
| 18. September 2014 – 24. September 2014 1 Woche (insgesamt 6) | 6                                      | Sam Smith                                    | In the Lonely Hour                        | – |
| 25. September 2014 – 1. Oktober 2014 1 Woche | 1                                      | Slash feat. Myles Kennedy & the Conspirators | World on Fire                             | – |
| 2. Oktober 2014 – 8. Oktober 2014 1 Woche (insgesamt 3) | 3                                      | Doug Seegers                                 | Going down to the River                   | – |
| 9. Oktober 2014 – 15. Oktober 2014 1 Woche | 1                                      | Zara Larsson                                 | 1                                         | – |
| 16. Oktober 2014 – 29. Oktober 2014 2 Wochen (insgesamt 9) | 9                                      | Ed Sheeran                                   | ×                                         | – |
| 30. Oktober 2014 – 19. November 2014 3 Wochen | 3                                      | Jill Johnson                                 | Songs for Daddy                           | Für die schwedische Countrymusikerin ist es das zweite Nummer-eins-Album in einem Jahr, das dritte insgesamt. |
| 20. November 2014 – 26. November 2014 1 Woche | 1                                      | Pink Floyd                                   | The Endless River                         | – |
| 27. November 2014 – 3. Dezember 2014 1 Woche | 1                                      | One Direction                                | Four                                      | – |
| 4. Dezember 2014 – 10. Dezember 2014 1 Woche (insgesamt 3) | 3                                      | AC/DC                                        | Rock or Bust                              | – |
| 11. Dezember 2014 – 17. Dezember 2014 1 Woche | 1                                      | Håkan Hellström                              | Håkan boma ye!                            | – |
| 18. Dezember 2014 – 24. Dezember 2014 1 Woche (insgesamt 3) | 3                                      | AC/DC                                        | Rock or Bust                              | – |
| 25. Dezember 2014 – 1. Januar 2015 1 Woche | 1                                      | Sven-Bertil Taube                            | Hommage                                   | – |